# Humidor

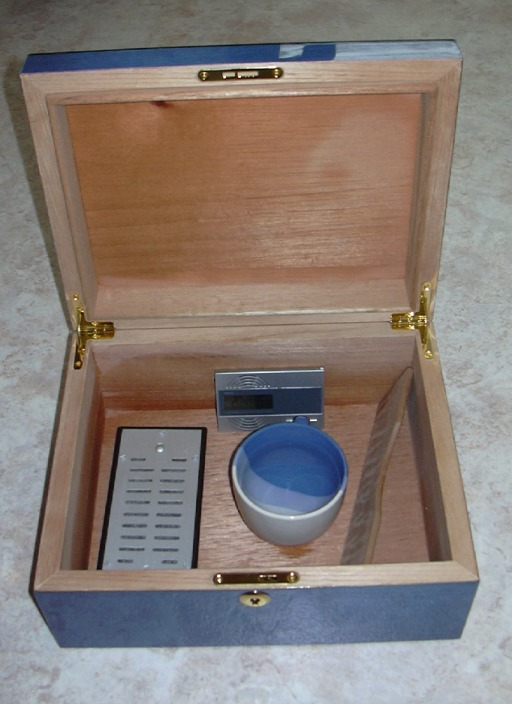

Humidor – pojemnik do przechowywania cygar. Jego budowa ma zapewnić właściwą wilgotność cygar (65-75%). Wnętrze najczęściej wykonane jest z drewna cedrowego, zaś z zewnątrz funkcję ozdobną pełnią inne gatunki drewna (np. wiśnia).